# Mecânica celeste
A mecânica celeste é o ramo da astronomia que estuda os movimentos dos corpos celestes (naturais ou não). A principal força determinante dos movimentos celestes é a gravitação, contudo certos corpos (satélites artificiais, cometas e asteróides) podem sofrer a influência marcante de forças não gravitacionais como a pressão de radiação e o atrito (com a atmosfera superior no caso dos satélites artificiais terrestres).  A astronáutica está intimamente ligada a esta ciência.

## Objetivo
O objetivo da Mecânica Celeste, como o da Astrometria, é o de determinar as posições relativas dos astros e suas variações com o tempo, mas diferentemente da Astrometria, a Mecânica Celeste faz esse estudo baseada principalmente nos dados da Astrometria e na parte teórica fornecida pela Mecânica Clássica.
A Mecânica Celeste é, pois, a parte da Astronomia que visa estudar o movimento relativo dos astros que estão submetidos às forças admitidas como resultantes da atração gravitacional entre esses corpos celestes. Assim, podemos dizer que a Mecânica Celeste estuda os movimentos relativos dos astros, aplicando as leis da Mecânica Newtoniana.

## Funcionalidades
Usando a mecânica celeste é possível, por exemplo, determinar as distâncias e as posições dos astros do Sistema Solar, calcular órbitas de satélites artificiais em torno da Terra, determinar as trajetórias de sondas espaciais enviadas a outros astros do Sistema Solar e determinar as massas de corpos celestes, tais como planetas, satélites e estrelas.

## Exemplos de problemas
Alguns problemas estudados pela mecânica celeste são:
- O problema de um corpo de massa infinitesimal sujeito à atração gravitacional de outro corpo. Este problema tem uma solução fechada, mesmo no caso de três dimensões, porém para resolver a posição do corpo no tempo é preciso resolver uma equação transcendente: a equação de Kepler.[8]
- O problema dos dois corpos: calcular as órbitas de dois corpos (podem ser considerados pontos de massa, ou corpos de raio pequeno com simetria esférica) sujeitos à ação gravitacional. Este problema se reduz ao caso de um corpo.
- O problema dos três corpos: calcular as órbitas de três corpos sujeitos às ações gravitacionais. Este problema, exceto em casos muito especiais, não tem uma solução analítica.
- Campos gravitacionais sem simetria esférica: calcular a órbita de um corpo de massa infinitesimal em um campo gravitacional assimétrico (por exemplo, um satélite orbitando um corpo achatado).

A mecânica celeste mostrou sua eficiência na descoberta do planeta Netuno em 1846 por U. J. de Verrier. Baseados nas perturbações da órbita do planeta Urano, astrônomos puderam calcular a presença de um outro corpo celeste influenciando seu movimento. E lá estava Netuno. Com Plutão não foi diferente. P. Lowel no início do século XX pôde prever a existência do planeta estudando a órbita de Netuno. Em 1930, Plutão foi finalmente descoberto por Clyde Tombaugh.
O modelo de Kepler é heliocêntrico. Seu modelo foi muito criticado pela falta de simetria que constava no fato do Sol ocupar um dos focos da elipse e o outro simplesmente ser preenchido com o vácuo.
O modelo da mecânica celeste de Tycho Brahe é muito curioso, pois ele coloca os planetas orbitando o Sol e este orbitando a Terra, o que o torna ao mesmo tempo geocêntrico e heliocêntrico.

## Lei da gravitação universal
Um destaque na história da física foi a descoberta,  por Isaac Newton, da lei da gravitação universal: todos os objetos se atraem com uma força diretamente proporcional ao produto de suas massas e inversamente proporcional ao quadrado da distância entre seus centros. Ao definir uma única lei matemática para os fenômenos físicos no universo observável, Newton mostrou que a física terrestre e física celeste são a mesma coisa. O conceito de gravidade poderia, em uma única fórmula:
1. Revelar o significado físico de três leis de Kepler do movimento planetário;
2. Resolver o intrincado problema da origem das marés;
3. Explicar a observação curiosa e inexplicável de Galileu de que o movimento de um objeto em queda é independente de seu peso.

A força centrípeta das órbitas circulares pode ser deduzida a partir da terceira lei de Kepler do movimento planetário e a dinâmica do movimento circular uniforme:
De acordo com a terceira lei de Kepler, o período {\displaystyle P} é proporcional ao cubo do semieixo maior da elipse. No caso de órbita circular, o semieixo é o próprio raio {\displaystyle r} e, assim:
{\displaystyle P{^{2}}=kr{^{3}}}
A dinâmica do movimento circular uniforme, nos diz que em uma trajetória circular, a força a ser aplicada ao corpo é o produto de sua massa pela aceleração padrão:
{\displaystyle F={\frac {mv{^{2}}}{r}}}
O tempo (período {\displaystyle P}) que leva um planeta para completar uma volta é a razão entre o comprimento da circunferência e velocidade:
{\displaystyle P={\frac {2~\pi ~r}{v}}}

## Encontros espaciais
O objetivo deste programa é enviar uma nave da Terra a Marte e voltar para a Terra seguindo um caminho chamado de semielíptica órbita de transferência de Hohmann. Supõe-se que as órbitas da Terra e Marte são circulares e que as únicas forças na nave espacial são devido à ação do sol, ignorando as influências mútuas entre estes planetas e do navio.
Primeiro, devemos fazer a viagem da Terra a Marte. Observar a magnitude das velocidades angulares dos dois planetas. Qual deve ser a distância angular entre a Terra e Marte no momento do lançamento da nave espacial chega a Marte ? Em que planeta tem que ir em frente?
Uma vez que alcança Marte, fazemos as mesmas perguntas para a viagem de volta para a Terra.

### Movimento dos planetas
Nós assumimos que os planetas Marte e Terra têm órbita circular em torno do Sol. Aplicando a equação da dinâmica do movimento circular uniforme,
Onde:
{\displaystyle m=1,98kg}
{\displaystyle 1030} é a massa solar
{\displaystyle G=6,67.10^{-11}~{\frac {Nm^{2}}{kg^{2}}}}
{\displaystyle r} é o raio da trajetória circular descrita pelo planeta.
Para a Terra:
{\displaystyle r_{Terra}=1,49\cdot ~10^{11}~m}, de modo que {\displaystyle v_{Terra}=29772,6~{\frac {m}{s}}}
Para Marte:
{\displaystyle r_{Marte}=2,28\cdot 10^{11}~m}, então {\displaystyle v_{Marte}=24067,3~{\frac {m}{s}}}

### Órbita de transferência de Hohmann
Assumimos influência insignificante dos planetas no movimento da nave espacial em sua viagem da Terra a Marte. A nave irá descrever uma órbita elíptica com um dos focos no Sol. O periélio é o raio da Terra {\displaystyle r_{1}=1,49\cdot ~10^{11}~m} e o raio de Marte afélio {\displaystyle r_{2}=2,28\cdot 10^{11}~m}.
Conhecida {\displaystyle r_{Terra}=r_{1}=r_{2}=r_{Marte}},  pode-se determinar a velocidade da espaçonave no periélio e afélio {\displaystyle v_{2}} é a velocidade de Marte e {\displaystyle v_{1}} é a velocidade da Terra, aplicando as propriedades da força atrativa.
A força de atração entre a nave e o Sol é central, onde {\displaystyle m} é o momento angular que permanece constante.
{\displaystyle m~\cdot ~r_{1}~\cdot ~v_{1}~\cdot ~sen~90{\text{º}}=m~\cdot ~r_{2}~\cdot ~v_{2}~\cdot ~sen~90{\text{º}}}
A força de atração é conservadora, a energia total permanece constante
Resolvemos o sistema de duas equações com duas incógnitas, substituindo {\displaystyle v_{1}} e {\displaystyle v_{2}}:
Dados: {\displaystyle r_{1}=1,49\cdot 10^{11}~m}, e {\displaystyle r_{2}=2,28\cdot 10^{11}~m},
Resultado: {\displaystyle v_{1}=32742,7~{\frac {m}{s}}} e {\displaystyle v_{2}=21397,6~{\frac {m}{s}}}
A órbita elíptica que descreve a nave espacial tem:
- semieixo maior {\displaystyle a=\left(r_{1}+r_{2}\right)=1,885\cdot 10^{11}m};
- excentricidade {\displaystyle e={\frac {\left(r_{2}-r_{1}\right)}{\left(r_{2}+r_{1}\right)}}=0,21}.

### Movimento do corpo é uma certa altura acima da nave espacial
Considere primeiro o caso mais simples, o movimento de um corpo está em uma distância {\displaystyle h} da espaçonave medido ao longo da direção radial e no momento inicial, tem a mesma velocidade. Ele libera o corpo e descobriram que se movem em órbitas diferentes.

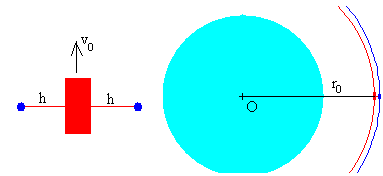
Movimento relativo

Vamos considerar dois casos que {\displaystyle h} é positivo, a altura do corpo é maior do que a nave espacial, e {\displaystyle h} é negativo, se a altura do corpo é menor que a da nave espacial.
A constância do momento angular e energia do corpo nos permitem calcular a distância máxima ou mínima e {\displaystyle r_{2}} velocidade {\displaystyle v_{2}} conhecida a distância mínima ou máxima {\displaystyle r_{1}=r_{0}+h} de velocidade {\displaystyle v_{1}=v_{0}}.

### O sistema Terra-Lua fixo no espaço
Dados do sistema Terra-Lua:
Massa da Terra, {\displaystyle M_{Terra}=5,98\cdot ~10^{24}~kg}
Raio da Terra, {\displaystyle R_{Terra}=6370\cdot ~km=6,37\cdot ~10^{6}~m}
Massa da Lua, {\displaystyle M_{Lua}=7,34\cdot ~10^{22}~kg}
Raio da Lua, {\displaystyle R_{Lua}=1740\cdot ~km=1,74\cdot ~10^{6}~m}
Distância entre a Terra e a Lua, {\displaystyle d=384000\cdot ~km=384,0\cdot ~10^{6}~m}